# Fulvaria stenomacra
Fulvaria stenomacra là một loài bướm đêm trong họ Geometridae.